# Neodora cretacea
Neodora cretacea là một loài bướm đêm trong họ Geometridae.